# Toyosu IHI Building
Le Toyosu IHI Building (豊洲ＩＨＩビル) est un gratte-ciel de 126 mètres de hauteur construit à Tokyo de 2003 à 2006 dans l'arrondissement de Kōtō.
Il abrite des bureaux de la société industrielle IHI Corporation sur 25 étages pour une surface de plancher de 89 557 m².
L'architecte est la société japonaise Nikken Sekkei